# Таціан
Татіан або Таціан (дав.-гр. Τατιανός; лат. Tatianus; 112—185) — християнський письменник-апологет, який об'єднав всі чотири євангелія в єдину оповідь, або Діатессарон, яку  сирійська церква використовувала протягом кількох століть, і яка вплинула на становлення канонічного тексту Нового завіту. Він був причетний до заснування секти татіанів. Від татіанів виникла аскетична секта енкратитів, яка перебувала під сильним впливом філософії стоїків.

## Біографія
Молодший сучасник та учень Юстина, родом з Ассирії. Греко-римська поезія, міфологія, історія, філософія й ораторське мистецтво були йому добре відомі. Він сам про себе говорив, що «вельми славився в язичницькій мудрості». Подорожуючи в різні країни, він зібрав багато даних про побут, звичаї та релігійні погляди багатьох народів Азії та Європи. Але й такий багатий запас різнорідних відомостей не задовольнив Татіана, як такий, що не відповідає на запити розуму і серця, охочого осягнути істину. Він поринув у якісь грецькі містерії — ймовірно, елевсинські, — але й вони не змогли задовольнити його жаги. Прибуття в Рим ще більше посилило переконання Татіана, що язичництво не володіє істиною. Це змусило його «заглибитися в себе й досліджувати, яким же чином відшукати істину». Йому потрапили в руки книги Святого Письма, які справили на нього глибоке враження «простотою їх мови, природністю письменників, зрозумілістю пояснення всього творення, передбаченням майбутнього, універсальністю правил і, нарешті, вченням про єдиного Володаря над усім».
До цих книг вабило його й те, що вони більш давні всіх пам'ятників еллінської освіченості. Потім Татіан побачив високоморальне життя християн і особливо був вражений готовністю їх безтрепетно вмирати за свої вірування. Він навернувся в християнство, став учнем св. Юстина і разом з ним терпів переслідування від філософа Кресцента. За прикладом свого вчителя він став проповідником і захисником християнства. Є підстава думати, що він був наступником Юстина в посаді вчителя в заснованій останнім у Римі богословській школі. Після мученицької смерті Юстина Татіан віддалився в Сирію і тут захопився гностицизмом. Про подальшу його долю немає ніяких відомостей. Час його смерті ймовірно сягає 175 р.

## Діатессарон
Діатессарон — свого роду симфонія Четвероєвангелія, з якого Татіан опустив родовід Христа і всі місця, що показують Його історичне походження від царя Давида. Цим євангельським зводом вся Антиохійська Церква користувалася у богослужіннях до V століття, коли блаженний Феодорит Кірський вилучив його з ужитку. [1]
Євсевій приписує Татіану «Книгу запитань» і звід чотирьох Євангелій під назвою «διὰ τεσσάρων», в якому, за свідченням Теодорита, Татіан опустив родовід Христа та інші місця, що показують, що Христос по плоті походив від насіння Давидового. Цим євангелієм користувалися не тільки послідовники Татіана, але й православні християни, як книгою дуже зручною. Феодорит знайшов понад 200 екземплярів його в церквах свого округу (Кіра), вилучив їх і замінив канонічними Євангеліями чотирьох євангелістів.
За свідченням Євсевія та Ієроніма, Татіан написав дуже багато книг, але з них дійшла до нас тільки його апологія християнства, а інші відомі тільки за назвами або дуже невеликими уривками. Татіан сам згадує про свої книги: «Про тварин» і «Проти тих, які міркували про божественні справи»; Клімент Олександрійський робить невеличку цитату з його книги «Про досконалість за вченням Спасителя».